# 오귀스트 에스코피에
오귀스트 에스코피에(1847년 10월 28일 ~ 1935년 2월 12일)는 프랑스의 셰프, 식당 운영자, 요리법 저자로서, 전통적인 프랑스 요리 방식을 보급하고 갱신하였다. 에스코피에의 기법 중 대부분이 프랑스 오트 퀴진 편찬자 가운데 한 명인 마리앙투안 카렘의 기법에 기반을 두었으나 에스코피에의 성과는 카렘의 정교한 스타일을 단순하게 하고 현대화하는 것이었다.

## 사망
에스코피에는 자신의 아내 Delphine이 죽은지 1주일이 채 되지 않은 1935영 2월 12일, 88세의 나이로 사망하였다.